# 岡山文庫
岡山文庫は、日本文教出版が刊行する、岡山県の文化や自然、人物を詳しく紹介している郷土書籍シリーズ。岡山市に本社を置き、生徒手帳の製作を行う日本文教出版の創立15周年記念事業の一環として1964年に創刊し、2024年までに334巻が発行されている。